# NE 185th Street (Tren Ligero de Seattle)
NE 185th Street es una futura estación elevada ubicada en Shoreline de la línea Roja del Tren Ligero de Seattle. La estación será administrada por Sound Transit. La estación se encuentra localizada en Shoreline, Washington. La estación de NE 185th Street será inaugurada en 2023.

## Descripción
La estación NE 185th Street contará con 1 plataforma central.

## Conexiones
La estación será abastecida por las siguientes conexiones: 
- King County Metro Transit.